# Story of an Immigrant
Story of an Immigrant è il terzo album in studio del gruppo musicale sudafricano Civil Twilight, pubblicato nel 2015.

## Tracce
Testi di Steven Mckellar, eccetto dove diversamente indicato.
1. Oh Daniel (musica: Steven Mckellar, Andrew McKellar, Richard Wouters)
2. Holy Dove (testo: Steven Mckellar, Kevin Dailey – musica: Steven Mckellar, Kevin Dailey, Richard Wouters)
3. When, When (musica: Steven McKellar, Richard Wouters, Andrew Mckellar)
4. Story Of An Immigrant (musica: Kevin Dailey, Steven McKellar, Richard Wouters)
5. Let It Go (musica: Steven Mckellar, Richard Wouters, Kevin Dailey)
6. River Child (musica: Steven Mckellar, Andrew Mckellar)
7. All My Clothes (musica: Steven Mckellar, Andrew Mckellar)
8. The Other Side (musica: Andrew Mckellar, Steven Mckellar, Richard Wouters)
9. Didn't Know When to Stop (musica: Steven Mckellar, Andrew Mckellar)
10. Only for a Time (musica: Andrew Mckellar, Steven Mckellar, Richard Wouters)
11. Love Was All That Mattered (musica: Kevin Dailey, Steven Mckellar, Andrew Mckellar)
12. Believe (musica: Steven Mckellar, Richard Wouters, Andrew Mckellar) – traccia bonus

## Formazione
- Steven Mckellar - voce, basso, tastiere, pianoforte, chitarra (traccia 2)
- Andrew Mckellar - chitarra, voce
- Richard Wouters - batteria, percussioni
- Kevin Dailey - chitarra